# 北海道北見北斗高等学校
北海道北見北斗高等学校（ほっかいどう きたみほくとこうとうがっこう、英: Hokkaido Kitami Hokuto High School）は、北海道北見市北斗町一丁目にある公立高等学校。

## 沿革
- 1922年4月15日 - 北海道庁野付牛中学校として開校。
- 1927年 - 第1回卒業式を挙行。
- 1932年 - 開校10周年記念式を挙行、校旗を制定。
- 1942年6月10日 - 「野付牛町」が市制施行により、「北見市」となったため、北海道庁立北見中学校と改称[1]。
- 1948年 - 学制改革により、北海道北見高等学校と改称。訓子府分校と留辺蘂分校を設置。
- 1950年 - 高校再編成により、男女共学・学区制実施。商業科が設置され、北海道北見北斗高等学校と改称。
- 1951年 - 置戸分校を設置。
- 1952年 - 開校30周年記念式挙行、新校歌制定。訓子府分校と置戸分校がそれぞれ北海道訓子府高等学校・北海道置戸高等学校として独立。
- 1953年 - 留辺蘂分校が北海道留辺蘂高等学校として独立。
- 1954年 - 昭和天皇が行幸。校庭に北見市奉迎場が設けられた[2]。
- 1969年 - （昭和期）新校舎落成。
- 1978年 - 商業科募集停止。
- 1979年 - 商業科が常呂郡端野町（現在の北見市）に北海道北見商業高等学校として分離し、開校。
- 1981年3月 - 商業科を閉科。
- 1997年 - （昭和期）新校舎改築。
- 1998年 - 旧校舎解体、（平成期）新校舎竣工。
- 2002年 - 開校80周年記念式挙行、（平成期）新校舎落成。
- 2012年 - 開校90周年記念式典挙行
- 2017年 - 文科省よりスーパーサイエンスハイスクールに指定
- 2022年 - 理数科設置
- 2022年 - ラグビー部による下着泥棒事件発生

## 特色
- 普通科全日制課程はオホーツク管内一の進学校としても知られ、地元の北海道大学はもとより、東京大学や京都大学、医学部医学科などに人材を輩出している。
- 普通科定時制課程はNHK北見放送局と連携し、オホーツク地域におけるNHK学園高等学校の協力校としても機能している。
- 強行遠足[3]は毎年秋に開催される、旧制中学校時代から続く伝統行事である。生徒は原則全員参加で、男子は72.0km、女子は42.195kmをそれぞれ踏破し[4]、学年によらず順位を競う。同じ名前の行事を持つ山梨県立甲府第一高等学校と交流がある。
  - なお、マラソン大会は男女とも12kmの距離で強行遠足とは別の行事として開催されていたが、2009年度をもって廃止された。
- 全国高等学校ラグビーフットボール大会の常連校であり、1951年大会、1952年大会、1959年大会、1962年大会で準優勝している。

## 著名な出身者

### 政治
- 小谷毎彦（公選第2代北見市長、元北海道議会議員）
- 加藤修一（元参議院議員）
- 篠田陽介（元衆議院議員）
- 寺前武雄（公選第4代旧北見市長）
- 宇佐美福生（公選第3代旧北見市長）

### 経済
- 小田豊四郎（六花亭創業者）
- 白川儀一（損保ジャパン代表取締役社長）

### 学者
- 伊藤和行（京都大学文学部教授）
- 伊藤博明（埼玉大学教養学部教授）
- 小笠原欣幸（東京外国語大学教授）
- 大野宗一（北海道大学教授）[5]
- 菅野敦史（名古屋工業大学教授）
- 星野洋平（北見工業大学教授）
- 森川裕二（長崎大学教授）
- 米地徹（日本体育大学体育学部教授）[6]
- 鈴木優典（山梨学院大学法学部教授）

### 文化・芸能
- クハラカズユキ（ドラマー、The Birthday、元thee michelle gun elephant）
- 杉野昭夫（アニメーター、作画監督）
- せきしろ（作家）
- 渡辺真也（放送作家）
- 佐々木梅治（俳優・声優）
- 天現寺竜（俳優）
- 古家正亨（ラジオDJ）
- 長谷川知子（絵本作家）
- 沢田亜矢子（俳優）
- 山内要一（北海道放送アナウンサー）
- 加藤シーナ（元ヤンチャン学園音楽部2期生）
- 丸田佳奈（産婦人科医師、2007年度ミス日本ネイチャー）
- 渡辺健太（NHKアナウンサー)
- 伊藤美菜子（元北海道文化放送アナウンサー、「愛海夏子」名義で「シークレット歌劇團0931」を主宰）

### スポーツ
- 藤澤五月（カーリング選手、ロコ・ソラーレ）
- 平田洸介（カーリング選手、KiT CURLING CLUB）
- 宮井国夫（元ラグビー日本代表、明治大学ラグビー部 → 八幡製鉄）
- 寺西博（元日本代表選手、元明治大学ラグビー部監督）
- 大東毅（元ラグビー選手〈NECグリーンロケッツ〉、現専修大学ラグビー部ヘッドコーチ）
- 黒田能弘（元プロ野球選手、1959-1961：読売ジャイアンツ）
- 清水義明（バスケットボール指導者、元日本体育大学グリズリーヘッドコーチ）

## 交通
- 北海道旅客鉄道石北本線：北見駅
- 北海道北見バス：北斗高校